# Terry és Lander épületek

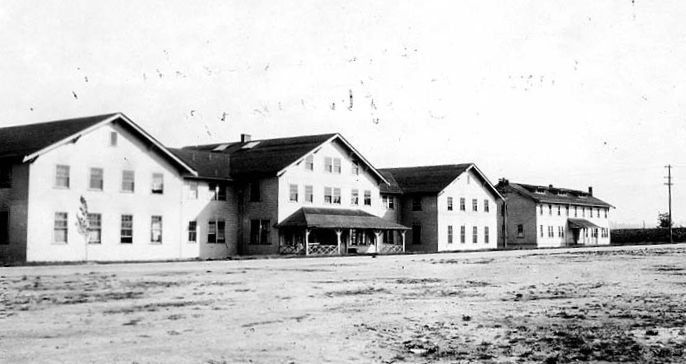
1922-ben

A Terry és Lander épületek a Washingtoni Egyetem seattle-i campusán működő kollégiumok. Nevüket Charles és Mary Terryről, valamint Judge Edward Landerről kapták, akik a korábbi, 1861-ben megnyílt székhely részére területet adományoztak.

## Történetük
A bremertoni hajógyár által tervezett, 1917-ben megnyílt épületek 1919-ig a haditengerészet kollégiumai voltak, 1928-as lebontásukig pedig a Washingtoni Egyetem férfi hallgatói laktak itt.
Az új Terry épület 1953-ban, a Lander pedig 1957-ben épült fel; a két toronyházat az első két szinten elhelyezkedő közösségi helyiségek kötötték össze. A 2010-es évek elején zajló átalakítások során a két létesítmény közé egy harmadik kollégium (Maple) épült.

## Fordítás
- Ez a szócikk részben vagy egészben  a   Terry and Lander Halls című angol Wikipédia-szócikk ezen változatának fordításán alapul.  Az eredeti cikk szerkesztőit annak laptörténete sorolja fel. Ez a jelzés csupán a megfogalmazás eredetét és a szerzői jogokat jelzi, nem szolgál a cikkben szereplő információk forrásmegjelöléseként.